# Abbaye de Gengenbach
L'abbaye de Gengenbach est une abbaye bénédictine située à Gengenbach en Allemagne fondée par saint Pirmin en 725, dans la vallée de la Kinzig. Cependant, Maur Dantine, Ursin Durand et Charles Clément mentionnent en 1783-1787 que Ruthard, fils de Luitfrid, Duc d'Alsace et petit-neveu du Comte Etichon, Comte du Nordgau et de l'Ortenau fonda, en 736, l'Abbaye de Gengenbach. Par contre, dans sa "Géographie", Anton Friedrich Büsching mentionne qu'elle fut fondée en 740 et qu'elle appartient au diocèse de Strasbourg. Les princes de Furstenberg en étaient les protecteurs, "son abbé siégeait dans les diettes".